# Tarnica (Wyspa Króla Jerzego)
Tarnica - wzgórze na Wyspie Króla Jerzego, którego wierzchołek wznosi się powyżej Lodowca Ekologii na wysokość 115 m n.p.m. Nazwa pochodzi od góry Tarnica w Bieszczadach i została nadana przez polską ekspedycję naukową. Wzgórze znajduje się na terenie Szczególnie Chronionego Obszaru Antarktyki "Zachodni brzeg Zatoki Admiralicji" (ASPA 128).